# Операция «Капри»
Операция «Капри» (нем. Unternehmen Capri) или сражение при Меденине — неудачное однодневное наступление группы армий «Африка», проведённое 6 марта 1943 года с целью задержки наступления британской 8-й армии на линию «Марет». Последнее сражение, в котором генерал-фельдмаршал Роммель командовал итало-немецкими войсками во время Североафриканской кампании.

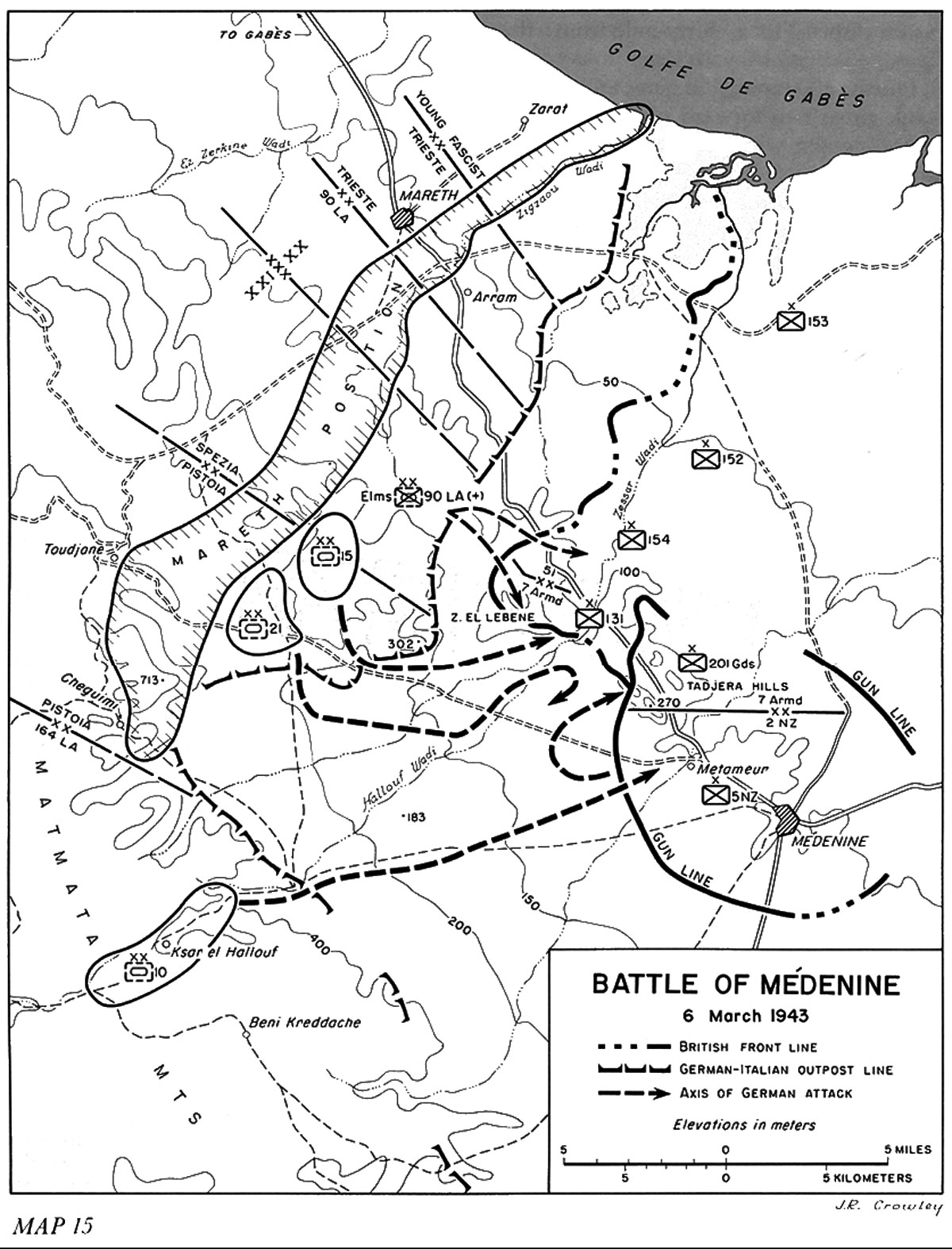
Карта операции

После того, как Эрвин Роммель, командующий группой армий «Африка», успешно остановил продвижение союзников из французского Алжира в Тунис, он передислоцировал основные силы Оси для проведения аналогичной контратаки против наступавших с юго-востока британских войск. Основной группировкой, угрожавшей вторжением в юго-восточный Тунис, была британская 8-я армия под командованием Бернарда Монтгомери. Эта армия находилась в процессе подготовки наступления на оборонительную линию «Марет». Британцы были предупреждены о намерениях и силах Роммеля благодаря расшифровке системой «Ультра» перехваченной информации и срочно перебросили подкрепления из Триполи и Бенгази до начала наступления войск Оси.
В общей сложности войсками Оси было сосредоточено около 200 танков. Итальянской дивизии «Ла Специя» и немецкой 90-й лёгкой дивизии было поручено атаковать в лоб на севере для отвлекающих действий, в то время как три танковые дивизии должны были провести атаку на 15-километровом фронте с фланга на юге в направлении Таджер-Хира, горного кряжа к северо-западу от Меденина.
Части британского 30-го корпуса лейтенант-генерала Оливера Лиза прочно закрепились на подготовленных оборонных позициях за минными полями и противотанковыми рвами. Противотанковая оборона насчитывала 460 орудий ПТО.
В 06:00 6 марта под прикрытием тумана началось наступление. В первом эшелоне шли немецкие танки. Но немецкие штурмовые колонны подверглись сильному артиллерийскому огню британцев, который уничтожил многие танки и разбил пехоту. К 08:30 половина танков, атаковавших Таджера-Кбир, была уничтожена, что привело к прекращению атак на этот сектор. В период с 09:00 до 10:00 обстрел британской артиллерии возобновился и еще больше расстроил наступление немецкой пехоты. Поздним утром британцы сорвали попытку противника двигаться вдоль дороги от Фом Татауина до Меденина. Во второй половине дня атакующая группа из 1000 пехотинцев при поддержке танков чуть не дошла до Таджера-Кбира, но в конце концов их отбили. Результатом атак стала потеря 52 танков войск Оси в южном секторе.  
В течение дня немецкие и итальянские ВВС пытались поддержать наступление сухопутных войск, но были отбиты британской противовоздушной обороной и авиацией. 
В 5 часов дня Роммель издал приказ об остановке операции, так как не мог позволить себе терять силы, необходимые для обороны линии «Марет». 7 марта войска Оси поэтапно начали отход на север. Преследование их 8-й армией замедлилось из-за дождя. К 10 марта итало-немецкие войска вернулись на исходные позиции на линии «Марет».